# خولیتا ونگاس
خولیتا ونِگاس (اسپانیایی: Julieta Venegas‎؛ زادهٔ ۲۴ نوامبر ۱۹۷۰) خواننده، ترانه‌سرا، نوازنده و تهیه‌کنندهٔ موسیقی اهل مکزیک است. او از سال ۱۹۹۲ میلادی مشغول فعالیت بوده و تاکنون پنج بار برندهٔ جایزه گرمی لاتین و یک بار برندهٔ جایزه گرمی شده‌است.
ونگاس بیشتر در سبک پاپ-راک فعالیت می‌کند. پرفروش‌ترین آلبومش «لیمو و نمک» (Limón y Sal) موفق به دریافت گواهی‌نامه پلاتین شد و ترانهٔ پرطرفدار «دارم می‌روم» (Me Voy) از همین آلبوم نیز گوهی‌نامهٔ طلا گرفت.